# Wolfango Montanari
Wolfango Montanari (ur. 16 maja 1931 w Terni, zm. 23 lutego 2021 tamże) – włoski lekkoatleta, sprinter.
Zdobył złoty medal w sztafecie 4 × 100 metrów (w składzie: Montanari, Franco Leccese, Antonio Siddi i Mauro Frizzoni) oraz brązowe medal w biegu na 100 metrów i biegu na 200 metrów na igrzyskach śródziemnomorskich w 1951 w Aleksandrii. 
Wystąpił w biegu na 100 metrów na igrzyskach olimpijskich w 1952 w Helsinkach, ale odpadł w eliminacjach. Zajął 5. miejsce w sztafecie 4 × 100 metrów na mistrzostwach Europy w 1954 w Bernie.
Ponownie zwyciężył w sztafecie 4 × 100 metrów (w składzie: Giovanni Ghiselli, Sergio D’Asnasch, Montanari i Luigi Gnocchi) oraz zdobył brązowy medal w biegu na 200 metrów na igrzyskach śródziemnomorskich w 1955 w Barcelonie.
Montanari był mistrzem Włoch w biegu na 200 metrów w 1951 i 1954 oraz wicemistrzem w biegu na 100 metrów w 1951.
Rekordy życiowe:
- bieg na 100 metrów – 10,7 s (1954)
- bieg na 200 metrów – 21,5 s (1953)